# Сюда не залетали чайки
«Cюда́ не залета́ли ча́йки» —  художественный фильм Булата Мансурова 1978 года. Экранизация повести В. П. Астафьева «Перевал» (1958). Премьера на центральном телевидении СССР состоялась 18 декабря 1978 года.

## Сюжет
Сибирь, 1930-е годы. Вниз по сибирской реке Мане проходит артель сплавщиков, зачищающих берега от обсохшего леса. Здесь они встречают 10-летнего Илью, убежавшего из дому после ссоры с мачехой. Он убеждает артельщиков взять его с собой до устья реки, где живут его бабушка и дедушка. Лето проходит в опасном и тяжёлом труде, но на всю жизнь мальчишка сохранит благодарность этим суровым людям.

## В ролях
- Миша Егоров — Илька Верстаков
- Павел Кадочников — дядя Роман
- Пётр Кадочников — Исусик
- Леонтий Полохов — Сковородник
- Вячеслав Воскресенский — Трифон Летяга, бригадир (в титрах Ростислав Воскресенский)
- Иван Савкин — Азарий
- Андрей Торхов — Дерикруп
- Анатолий Быстров — Гаврила
- Юрий Назаров — Верстаков, отец Ильки
- Любовь Полехина — мать Ильки
- Арина Алейникова — мачеха Ильки
- Елена Мельникова — Феша
- Владимир Гусев — муж Феши

## Отношение автора литературного первоисточника к экранизации
В разных источниках прослеживаются разные оценки экранизации Виктором Астафьевым: от «вполне сносной» до «хорошей — очень скромной, но сделанной с большим уважением к нашим людям и земле» и «великолепной». В то же время Астафьев остался недоволен названием, выбранным для фильма, считая более подходящими как свою, так и режиссёрскую версии (соответственно «Запах земляники» и «Сретенье»).

## Оценка киноведов
В краткой рецензии журнала «Советский экран» фильм охарактеризован так: «В новой картине… царит атмосфера высокой нравственности, подлинной строгой доброты».